# Eli Cohen
Eliyahu Ben-Shaul Cohen (în ebraică אֱלִיָּהוּ בֵּן שָׁאוּל כֹּהֵן, în arabă إيلياهو بن شاؤول كوهين, n. 6 decembrie 1924, Alexandria, Egipt – d. 18 mai 1965, Piața Marjeh⁠(d), Guvernoratul Damasc, Siria) a fost un spion israelian născut în Egipt. El este cel mai bine cunoscut pentru activitatea sa de spionaj în Siria între 1961 și 1965, unde a dezvoltat relații strânse cu ierarhia politică și militară siriană.
Contraspionajul sirian i-a descoperit în cele din urmă activitățile de spionajul și l-a condamnat pe Cohen conform legii marțiale de dinainte de război, condamnându-l la moarte și spânzurându-l public în 1965.

## Viața timpurie și cariera
Cohen s-a născut în 1924 în Alexandria, Egipt, într-o familie evreiască și sionistă de mizrahi. Tatăl său sa mutat acolo din Alep în 1914. Evreu devotat, Cohen a purtat Tefilin în timpul rugăciunii în această perioadă. În tinerețe a plănuit să devină rabin cu sprijinul lui Moise Ventura⁠(he)[traduceți] (1893–1978), rabin-șef al Alexandriei, dar ieșiva din zonă s-a închis. A studiat la Universitatea Farouk din Cairo. Cohen a vorbit fluent în cinci limbi.
Părinții săi și cei trei frați au plecat în Israel în 1949, dar el a rămas ca să obțină o diplomă în electronică și să coordoneze activitățile evreiești și sioniste. Înainte de revoluția egipteană din 1952, Cohen a fost arestat și interogat pentru activitățile sale sioniste. El a luat parte la diferite operațiuni secrete israeliene din țară în anii 1950, cu toate că guvernul egiptean nu a putut dovedi niciodată implicarea sa în Operațiunea Goshen, o operațiune israeliană de a scoate ilegal evreii egipteni din țară și de a-i stabili în Israel din cauza ostilității tot mai mari din Egipt.
Poliția secretă a Israelului a recrutat o unitate de sabotaj de cetățeni evrei egipteni în 1955, care a încercat să submineze relațiile Egiptului cu puterile occidentale, prin Afacerea Lavon. Unitatea a bombardat instalațiile americane și britanice fără personal, așteptându-se ca aceasta să fie considerată opera egiptenilor. Autoritățile egiptene au descoperit grupul de spionaj și i-au condamnat la moarte pe doi dintre membri. Cohen a ajutat unitatea și a fost implicat, dar egiptenii nu au găsit nicio legătură între el și autori.
În urma atacurilor antisemite susținute de stat asupra comunităților evreiești, mulți dintre ei au fugit sau au fost expulzați, iar Cohen a fost forțat să părăsească țara în decembrie 1956. El a emigrat în Israel prin ajutorul Agenției Evreiești. Forțele de Apărare ale Israelului l-au recrutat în 1957 și l-au plasat în serviciile de informații militare, unde a devenit analist în contrainformații. S-a plictisit de munca sa și a încercat să se alăture Mossad-ului, dar a fost jignit când Mossad-ul l-a respins și a demisionat din departamentul de contrainformații militare. În următorii doi ani, el a lucrat ca funcționar la un birou de asigurări din Tel Aviv.
În 1959, s-a căsătorit cu Nadia Majald (născută în jurul anului 1935) o imigrantă evreică irakiană și sora autorului Sami Michael. Au avut trei copii (Sophie, Irit și Shai), iar familia s-a stabilit în Bat Yam.

## Recrutarea de către Mossad
Mossadul l-a recrutat pe Cohen după ce directorul general Meir Amit, în căutarea unui ofițer de informații care să se infiltreze în guvernul sirian, a dat peste numele său în timp ce se uita prin dosarele agenției cu candidații respinși, după ce niciunul dintre actualii candidați nu părea potrivit pentru acest post. Timp de două săptămâni, Cohen a fost pus sub supraveghere și a fost considerat potrivit pentru recrutare și instruire. Cohen a fost apoi informat că Mossadul a decis să-l recruteze și a urmat un curs intensiv de șase luni la școala de antrenament a Mossadului. Din raportul său de absolvire a reieșit că avea toate calitățile necesare pentru a deveni Katsa⁠(d) sau agent de teren.
I s-a atribuit apoi o identitate falsă ca om de afaceri sirian care se întorcea în țară după ce a locuit în Argentina. Pentru a-și desăvârși acoperirea, Cohen s-a mutat la Buenos Aires în 1961.  În Buenos Aires s-a stabilit în cadrul comunității arabe, unde a lăsat impresia că este o persoană cu sume mari de bani de pus la dispoziția Partidului Ba'ath sirian. În acel moment, Partidul Ba'ath era ilegal în Siria, dar partidul a preluat puterea în 1963.

## Siria

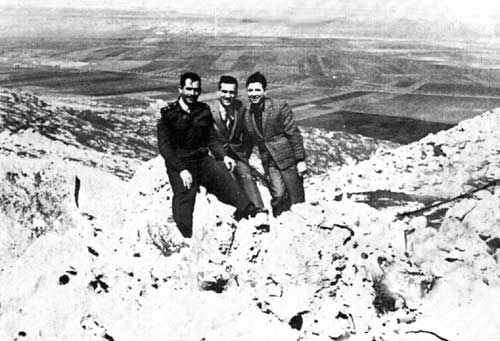
Cohen (în mijloc) la Înălțimile Golan

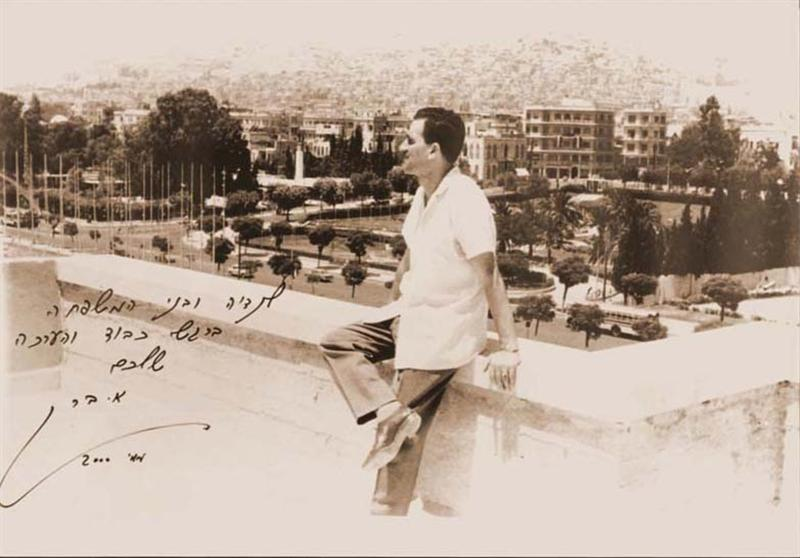
Cohen în casa sa din Damasc în 1963

Cohen s-a mutat la Damasc în februarie 1962 sub pseudonimul Kamel Amin Thaabet (în arabă كامل أمين ثابت). Mossadul a planificat cu atenție tacticile pe care urma să le folosească pentru a construi relații cu politicieni sirieni de rang înalt, oficiali militari, personalități publice influente și comunitatea diplomatică.
Cohen și-a continuat viața socială așa cum a făcut-o în Argentina, petrecând timp în cafenele, ascultând bârfe politice. De asemenea, a organizat petreceri acasă pentru miniștri, oameni de afaceri și alți sirieni de rang înalt. La aceste petreceri, Cohen „a oferit băuturi alcoolice și prostituate”, iar oficialii de rang înalt discutau deschis despre munca lor și planurile armatei. Cohen se prefăcea beat pentru a încuraja astfel de conversații, cărora le dădea o atenție deosebită. De asemenea, a împrumutat bani oficialilor guvernamentali și mulți au venit la el pentru sfaturi.

### Informațiile adunate
Cohen a furnizat o cantitate extinsă și o gamă largă de date de informații pentru armata israeliană între 1961 și 1965. El a trimis informații Israelului prin radio, scrisori secrete și ocazional personal; a călătorit în secret în Israel de trei ori. Cea mai faimoasă realizare a sa a fost turul Înălțimilor Golan în care a adunat informații despre fortificațiile siriene de acolo. Potrivit unei povești neconfirmate, dar larg crezute, el s-a prefăcut că are simpatie pentru soldații expuși la soare și a plantat copaci în fiecare poziție, pentru a le oferi umbră. Se presupune că Forțele de Apărare Israelului au folosit copacii ca repere de țintire în timpul Războiului de Șase Zile, ceea ce a permis Israelului să captureze Înălțimile Golan în două zile. Cohen a făcut vizite repetate în zona de frontieră de sud, furnizând fotografii și schițe ale pozițiilor siriene. De asemenea, a aflat despre un plan secret pentru a crea trei linii succesive de buncăre și mortare; Forțele de Apărare Israelului s-ar fi așteptat altfel să întâlnească doar o singură linie. Cohen a aflat că sirienii plănuiau să devieze izvoarele râului Iordan în încercarea de a priva Israelul de apă, furnizând informații forțelor israeliene care le-au permis să distrugă echipamentele pregătite pentru această sarcină în timpul „Războiului pentru apă”. Se susține că informațiile pe care Cohen le-a adunat înainte de arestarea sa au fost un factor important în succesul Israelului în Războiul de șase zile, deși unii experți au susținut că informațiile pe care le-a furnizat despre fortificațiile de pe Înălțimile Golan erau, de asemenea, ușor accesibile prin recunoaștere terestră și aeriană.
Un articol din 2018 publicat în Newsweek de Ronen Bergman⁠(d), extras din cartea lui Bergman Rise and Kill First⁠(d), spune că Eli Cohen l-a găsit pe Alois Brunner⁠(d), un fost oficial nazist și autor al Holocaustului suspectat că locuia în Siria, și a transmis informațiile unei unități de informații israeliene care ulterior a trimis scrisori-bombă lui Brunner.

### Prinderea sa
În urma loviturii de stat siriene din 1963, colonelul Ahmed Suidani⁠(d), nou-numit în fruntea serviciului de informații sirian, nu îl plăcea pe Cohen și nu avea încredere în personaje apropiate celei de-a doua republici siriene. Cohen și-a exprimat teama că va fi descoperit Mossadului în ultima sa vizită secretă în Israel, în noiembrie 1964, și a declarat că dorește să-și încheie misiunea în Siria. Scopul acelei vizite a fost de a transmite informații și de a i se permite să asiste la nașterea celui de-al treilea copil al său. Cu toate acestea, serviciile secrete israeliene i-au cerut să se întoarcă încă o dată în Siria. Înainte de a pleca, Cohen și-a asigurat soția că va fi ultima lui călătorie înainte de a se întoarce definitiv acasă.
În ianuarie 1965, oficialii sirieni, care au folosit echipamente de urmărire de fabricație sovietică și au fost ajutați de experți sovietici, și-au sporit eforturile pentru a găsi un spion de nivel înalt. Au impus o perioadă de tăcere radio, în speranța că toate transmisiile ilegale ar putea fi identificate. Au detectat cu succes transmisiile radio și au reușit să trianghiuleze transmițătorul. Serviciile de securitate siriene conduse de Suidani au pătruns în apartamentul lui Cohen la  24 ianuarie și l-au prins în mijlocul unei transmisii către Israel.

## Condamnare și sentința la moarte

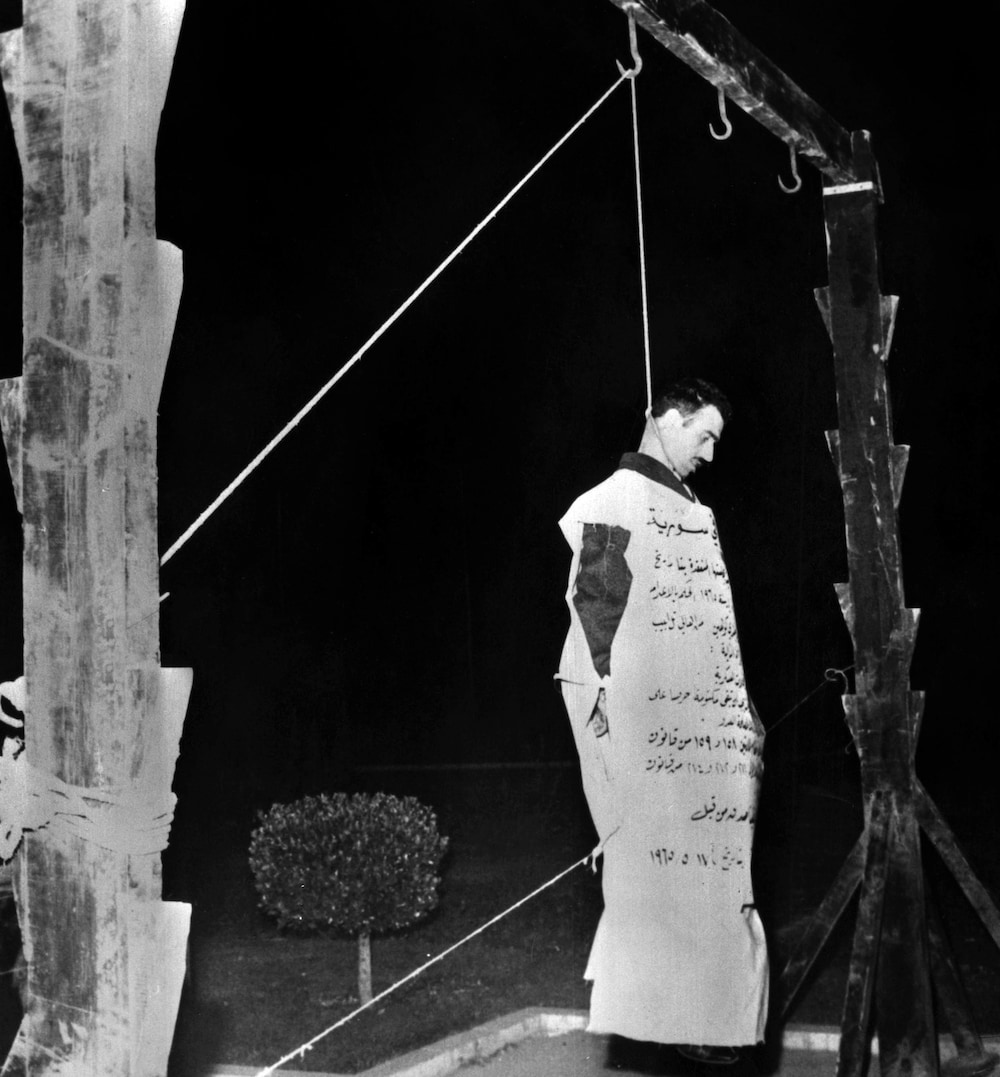
Eli Cohen, spânzurat public în Piața Marjeh, Damasc, la 18 mai 1965

Cohen a fost găsit vinovat de spionaj de către un tribunal militar și condamnat la moarte conform legii marțiale. A fost interogat și torturat în mod repetat.
Israelul a organizat o campanie internațională pentru clemență, sperând să-i convingă pe sirieni să nu-l execute. Ministrul israelian de externe Golda Meir a condus o campanie prin care îndemna Damascul să ia în considerare consecințele spânzurării lui. Diplomați, prim-miniștri, parlamentari și Papa Paul al VI-lea au încercat să mijlocească acest demers. Meir a făcut chiar apel la Uniunea Sovietică. Guvernele din Belgia, Canada și Franța au încercat să convingă guvernul sirian să comute pedeapsa cu moartea, dar sirienii au refuzat. Nadia Cohen a încercat să facă apel pentru clemență la Ambasada Siriei de la Paris, dar a fost respinsă. Cohen a scris în ultima sa scrisoare din 15 mai 1965: 
Te implor, draga mea Nadia, să nu-ți petreci timpul plângând pentru ceva ce a trecut deja. Concentrează-te pe tine, așteaptă cu nerăbdare un viitor mai bun!
Cohen a fost spânzurat public în Piața Marjeh din Damasc la 18 mai 1965. Execuția a fost înregistrată pe o peliculă de 35 mm. În ziua execuției sale, ultima sa dorință de a vedea un rabin a fost respectată de autoritățile închisorii, iar Nissim Indibo, bătrânul rabin șef al Siriei, l-a însoțit în camion. De asemenea, i s-a permis să scrie o ultimă scrisoare soției sale.

## Înmormântare

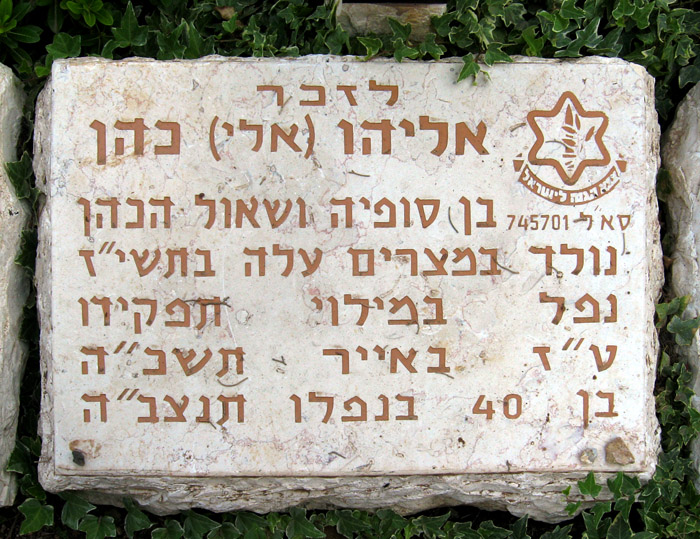
Piatra comemorativă a lui Eliahu (Eli) Cohen, în „Grădina ostașilor dispăruți” de pe Muntele Herzl din Ierusalim.

Siria a refuzat să returneze trupul lui Cohen familiei sale din Israel, iar soția sa Nadia a trimis o scrisoare lui Amin al-Hafiz⁠(d) în noiembrie 1965, cerându-i iertare pentru acțiunile lui Cohen și cerându-i rămășițele. În februarie 2007, guvernul turc s-a oferit să acționeze ca mediator în acest sens.
Monthir Maosily, fostul șef al biroului lui Hafez Al-Assad, a susținut în august 2008 că sirienii l-au îngropat de trei ori pentru a împiedica ca rămășițele să fie duse înapoi în Israel printr-o operațiune specială. Autoritățile siriene au respins în mod repetat cererile familiei pentru returnarea rămășițelor. Frații lui Cohen, Abraham și Maurice⁠(d), au condus o campanie de returnare a rămășițelor; Maurice a murit în 2006, iar Nadia este la conducere acum.
În 2016, un grup sirian autointitulat „Comori de artă siriană” a postat un videoclip pe Facebook în care prezenta corpul lui Cohen după execuția sa. Nu se cunoștea anterior niciun film sau videoclip despre execuție. Presa a anunțat la 5 iulie 2018 că ceasul de la mâna lui Cohen a fost adus din Siria. Văduva sa a menționat că ceasul a fost scos la vânzare cu câteva luni mai devreme, iar Mossadul a reușit să-l recupereze. Directorul Mossadului, Yossi Cohen⁠(d), l-a prezentat familiei lui Cohen în cadrul unei ceremonii, iar în prezent este expus la sediul Mossadului.

## Moștenire
Cohen a devenit un erou național în Israel și multe străzi și cartiere îi poartă numele. Prim-ministrul Menachem Beghin, ministrul apărării Ezer Weizmann, șeful statului major Mordechai Gur și câțiva agenți Mossad au participat la ceremonia Bar Mițva a fiului său în 1977. O piatră memorială a fost ridicată în cinstea lui Cohen în Grădina Soldaților Dispăruți de pe Muntele Herzl, Ierusalim.
John Shea⁠(d) l-a interpretat pe Cohen în filmul de televiziune The Impossible Spy⁠(d) (1987), iar Sacha Baron Cohen l-a interpretat în miniserialul Netflix Spionul (2019).

Așezarea israeliană Eliad de pe Înălțimile Golan îi poartă numele.